# 金露梅
金露梅（学名：Dasiphora fruticosa），又名金老梅，是藏语中格桑花的一种（藏語：སྐལ་བཟང་མེ་ཏོག་，威利转写：sKal bZang Me Tog，藏语拼音：Gaisang Mêdog，音譯「格桑梅朵」），意思是良缘，為拉薩市的市花。格桑花曾被指為多種花，例如波斯菊、紫菀属及翠菊等高原植物均在列，現在一般來說指的是蔷薇科金露梅属落叶灌木的各種，广泛分布于北半球亚寒带至北温带的高山地区，植株極耐低溫。

## 备注
1. ↑  藏语中སྐལ་བཟང་（sKal bZang）和བསྐལ་བཟང་（bsKal bZang）均可音译为格桑并同时见于人名，前者意为良缘，如格桑居冕，后者意为贤劫，如格桑嘉措。格桑花中的格桑是前者[1]。

## 外部連結
- 金露梅 Jinlumei （页面存档备份，存于） 藥用植物圖像資料庫 (香港浸會大學中醫藥學院) （繁體中文）（英文）